# Ezio Monti
Ezio Monti (Sesto San Giovanni, 16 marzo 1917 – Sesto San Giovanni, 23 febbraio 2012) è stato un generale e aviatore italiano, pilota pluridecorato della seconda guerra mondiale, dopo la fine del conflitto ricoprì numerosi incarichi tra cui quelli di vice comandante della 1ª Regione Aerea di Milano e comandante della Scuola di guerra aerea di Firenze..

## Biografia
Nacque a Sesto San Giovanni il 16 marzo 1917. Tra il 21 ottobre 1936 e il 3 aprile 1939 frequentò l'Regia Accademia Aeronautica di Caserta, Corso Rex, ottenendo la nomina a pilota militare. Al termine dell'accademia fu assegnato alla 75ª Squadriglia, 23º Gruppo, 3º Stormo Caccia Terrestre, equipaggiata con i caccia Fiat CR.42 Falco. Nel giugno 1940 combatte sul fronte francese, per passare in Sicilia nel mese di luglio, partecipando alle operazioni contro Malta. A partire dal 16 dicembre il suo reparto iniziò ad operare da Tripoli, in Africa settentrionale. Ferito durante un combattimento fu costretto a lanciarsi con il paracadute. Il 4 novembre 1942 assunse il comando della 75ª Squadriglia, dotata di caccia Aermacchi C.202 Folgore. Il 26 febbraio 1943 venne promosso capitano, assegnato al 3º Stormo C.T.
Dopo l'armistizio dell'8 settembre 1943 entrò a far parte dell'Aeronautica Nazionale Repubblicana, in risposta ad un appello lanciato dal colonnello Ernesto Botto per la difesa delle città dell'Italia del Nord dai bombardamenti alleati. Alla fine della guerra fu sottoposto a procedimento di epurazione, me ben presto fu richiamato in servizio nell'Aeronautica Militare, ricoprendo, tra l'altro, gli incarichi di comandante della Scuola Volo di Lecce, comandante della Scuola Addestramento Aviogetti di Amendola, capo del 4º Reparto dello Stato Maggiore Aeronautica e Vice comandante della 1ª Regione Aerea di Milano, terminando il servizio attivo come comandante della Scuola di guerra aerea di Firenze. Al termine del servizio attivo risultava abilitato al pilotaggio di 29 tipi di velivoli diversi, soprattutto da caccia.
Durante il secondo conflitto mondiale ottenne quattro vittorie aeree, e fu insignito complessivamente di due Medaglie d’argento, una di bronzo e della Croce di guerra al valor militare, oltre ad un avanzamento per merito di guerra e alla Croce di Ferro di II classe tedesca.
Si spense a Sesto San Giovanni il 23 febbraio 2012.